# Adesmia ovallensis
Adesmia ovallensis là một loài thực vật có hoa trong họ Đậu. Loài này được Ulibarri mô tả khoa học đầu tiên năm 2007.